# Julio Alfonso Poveda
Julio Alfonso Poveda Gauta (Icononzo 24 de mayo de 1927 - Bogotá, 17 de febrero de 1999) fue un campesino y líder social colombiano.

## Biografía
Era presidente de la Federación Nacional de Cooperativas Agropecuarias (Fenacoa), participó en el movimiento campesino colombiano desde la época de La Violencia, fue fundador de la Confederación Sindical de Trabajadores de Colombia (CSTC), junto a los dirigentes agrarios de Sumapaz Juan de la Cruz Varela y Erasmo Valencia. Militaba en el Partido Comunista Colombiano, fue miembro del Comité Central de ese partido.También fue fundador de la Unión Patriótica en 1985.  Fue detenido y torturado durante el Estatuto de Seguridad del gobierno de Julio César Turbay (1978-1982).

## Asesinato
Fue asesinado  mientras se movilizaba en un carro al sur de Bogotá, por 3 sicarios en una moto. Su esposa salió ilesa y el conductor del vehículo resultó herido.En 2012 el Estado Colombiano fue condenado por el crimen. Su asesinato fue declarado como de Lesa Humanidad en 2020.